# Arianna Ferrari
Arianna Ferrari (* 1976 in Cremona) ist eine italienische und deutsche Philosophin und Autorin. Ihre
Forschungsschwerpunkte sind Bioethik (insbesondere Tierethik), Wissenschaftstheorie und Technikphilosophie.

## Akademischer Werdegang
Ferrari studierte Philosophie von 1995 bis 2000 an der Universität Mailand. Von 1997 bis 1998 absolvierte sie ein Austauschjahr an der Eberhard Karls Universität Tübingen. Sie übersetzte und publizierte Artikel. Sie hatte unter anderem von 2004 bis 2006 ein Doktorandenstipendium und 2006 ein Postodoc-Stipendium im Graduiertenkolleg Bioethik der Deutschen Forschungsgemeinschaft am Interfakultären Zentrum für Ethik in den Wissenschaften (IZEW) der Universität Tübingen. Sie promovierte in Form einer kooperativen Betreuung zwischen dem Lehrstuhl für Ethik in den Biowissenschaften der Universität Tübingen und dem Institut für Philosophie der Universität Turin zu den ethischen und wissenschaftstheoretischen Aspekten der gentechnischen Veränderung von Versuchstieren in der Biomedizin. Ihre Dissertation erschien 2008 mit dem Titel „Genmaus & Co. Gentechnisch veränderte Tiere in der Medizin“. Sie war ab 2006 wissenschaftliche Mitarbeiterin an der TU Darmstadt im Rahmen des EU-Projektes Deepen (Deepening the Ethical Engagement and Participation in Emerging Nanotechnologies) und am Centrum für  Bioethik in Münster. Von 2010 bis 2018 war sie wissenschaftliche Mitarbeiterin und später Leiterin des Forschungsbereichs Innovationsprozesse und Technikfolgen am Institut für Technikfolgenabschätzung und Systemanalyse (ITAS) am Karlsruher Institut für Technologie, wo sie u. a. zu den Folgen und der gesellschaftlichen Akzeptanz von In-vitro-Fleisch forschte. Sie schied 2018 am ITAS aus. Seit 2024 arbeitet sie im Austrian Institute of Technology in Wien.

## Forschung
Ferrari publiziert zu ethischen Aspekten verschiedener emergierenden Technologien, wie u. a. Nanotechnologien, Biotechnologie und ästhetischer Chirurgie. Sie beschäftigt sich insbesondere mit den normativen Implikationen von Zukunftsvisionen und gründete am ITAS mit anderen eine Arbeitsgruppe über Visionen und soziotechnische Zukunftsbilder. Sie setzt sich kritisch mit den verschiedenen Nutzungen von Tieren in der Forschung und der Technikentwicklung auseinander. Sie entwickelte eine ethische und epistemische Kritik an Tierversuchen und bearbeitete das Thema von „Animal Enhancement“, zuerst mit einer Studie in Ko-Autorschaft für die Eidgenössische Ethikkommission für die Biotechnologie im Ausserhumanbereich (EKAH) in der Schweiz und dann in verschiedenen Artikeln und Blogbeiträgen. Sie leitete das in Deutschland erste Projekt zu ethischen und sozialen Aspekte von In-vitro-Fleisch, finanziert durch die ITA-Ausschreibung des Bundesministeriums für Bildung und Forschung. Vor allem im deutschsprachigen Raum existierten bis dahin kaum Publikationen zu diesem Thema und insbesondere von Seiten der Technikfolgenabschätzung lagen lange Zeit keine Studien vor. Das Forschungsprojekt sollte mehr Wissen sowie Bewertungen über In-vitro-Fleisch erarbeiten und an die Öffentlichkeit vermitteln. Ende 2017 legte Ferrari mit ihrem Team den ersten Forschungsbericht vor. Der Abschlussbericht wurde 2018 publiziert. Ein Sachstandsbericht des wissenschaftlichen Dienstes des Deutschen Bundestages von 2018 zu In-vitro-Fleisch beruht u. a. auf dieser Forschung. Sie hat als Expertin über zellkultiviertes Fleisch in einer Studie von UBA über „Fleisch der Zukunft“ mitgewirkt und publiziert und hält Vorträge über das Thema.

## Rezensionen
In ihrem 2008 erschienenen Buch Genmaus & Co. Gentechnisch veränderte Tiere in der Biomedizin, das auf ihrer Dissertation beruht, fächert Arianna Ferrari auf, in welchen Bereichen und in welchem Umfang die gentechnische Veränderung von Tieren in der Biomedizin Relevanz hat. Sie arbeite heraus, „dass in fast allen Ländern der Welt spezifische Regelungen für den Umgang mit Tieren in der Gentechnik fehlen – und das, obwohl die Zahl an Tierversuchen dadurch rapide anstieg“, schrieb Susanne Billig in ihrer Rezension für Deutschlandfunk Kultur. In der ethischen Beurteilung spreche sich Ferrari dafür aus, den Begriff der „Tierwürde“ inhaltlich zu stärken, der darauf verweise, dass „eine Instrumentalisierung von Tieren grundsätzlich hinterfragt werden muss“. Gegen die Behauptung, dass gentechnische Veränderung einen Beitrag für die 3R-Prinzipien, insbesondere für die Reduktion der Zahl von Tieren ist, zeigte sie, dass das Gegenteil der Fall war. Sie resümiere, dass Tierexperimente in der Biomedizin drastisch reduziert müssten.
Zusammen mit Klaus Petrus gab sie 2015 das Lexikon der Mensch-Tier-Beziehungen mit 142 Einträgen heraus mit dem Ziel, das Forschungsfeld Human-Animal Studies „weiter bekannt zu machen“, die „Vielfalt der Mensch-Tier-Beziehungen zu beleuchten“ sowie „Tiere aus der ihnen vom Menschen zugewiesenen Rolle als ‚Objekte‘ (für menschliche Zwecke) oder ‚Opfer‘ (von menschlicher Gewalt) zu befreien und sie als eigenständige Individuen zu begreifen – und auch zu respektieren“. Laut der Rezensentin Michaela Fenske „spiegelt das Lexikon im Wesentlichen Forschungsstand und aktuelle Ansätze auf hohem Niveau wider“.

## Sonstiges
Ferrari war Leiterin der Stabstelle Strategie und Inhalte am Futurium in Berlin und als Referentin für neue Technologien für den Naturschutzbund Deutschland e. V. (NABU) tätig. Sie arbeitet heute u. a. als freiberufliche Autorin in Wien.

## Publikationen
Als Herausgeberin
- Lexikon der Mensch-Tier-Beziehungen, mit Klaus Petrus, Transcript Verlag (Human-Animal Studies, Band 1), Bielefeld 2015, ISBN 978-3-8376-2232-4
- Im Dienste der Schönheit? Interdisziplinäre Perspektiven auf die ästhetische Chirurgie mit Beate Lüttenberg, S. Johann, LIT Verlag, Berlin-Münster 2011, ISBN 978-3-643-11293-4
- Visionen der Nanotechnologie mit Stefan Gammel, Akademische Verlagsanstalt AKA, Heidelberg 2010, ISBN 978-3-89838-615-9
- Wie funktioniert Bioethik? Interdisziplinäre Entscheidungsfindung im Spannungsfeld von theoretischem Begründungsanspruch und praktischem Regelungsbedarf, mit Cordula Brand,  Eve M Engels, Mentis-Verlag, Paderborn, 2008, ISBN 978-3-89785-577-9
- Quantum Engagements: Social Reflections of Nanoscience and Emerging Technologies mit Torben B. Zülsdorf, Christopher Coenen, Ulrich Fedeler,  Colin Milburn und Matthias Wienroth, Akademische Verlagsgesellschaft AKA, 2011, ISBN 978-3-89838-659-3

Als Autorin
Monografien
- Genmaus & Co. Gentechnisch veränderte Tiere in der Biomedizin, Harald Fischer Verlag (Tierrechte – Menschenpflichten Bd. 14), Erlangen 2008, ISBN 978-3-89131-418-0
- Animal Enhancement. Neue technische Möglichkeiten und ethische Fragen, mit Christopher Coenen, Verlag: BBL-Bern, 2010, ISBN 978-3-905782-06-6
- Carne coltivata, Fandango Libri, 2024, ISBN 978-8860449078

Buchbeiträge (Auswahl)
- Gentechnisch veränderte Tiere: ein Sonderfall? In: Dagmar Borchers, Jörg Luy (Hrsg.): Der ethisch vertretbare Tierversuch. Kriterien und Grenzen, Brill, Leiden 2009, ISBN 978-3-89785-668-4, S. 265–295.
- Autonomie und Visionen in der Debatte um pharmakologisches Cognitive Enhancement (PCE). In: Susanne Beck (Hrsg.): Gehört mein Körper noch mir?, Nomos Verlag, Baden-Baden 2012, ISBN 978-3-8452-4354-2, S. 347–369.
- Tier und Technik. In: Grunwald, A., Simonidis-Puschmann, M. (Hrsg.): Handbuch Technikethik, J.B. Metzler, Stuttgart 2013, ISBN 978-3-476-02443-5, S. 203–208.
- Tierethik, in: Handbuch Technikethik, 2., aktualisierte und erweiterte Auflage, J.B. Metzler Stuttgart, Stuttgart 2021, ISBN 978-3-476-04900-1, S. 260–264. doi:10.1007/978-3-476-04901-8_50
- Animal Enhancement. Technovisionary Paternalism and the Colonisation of Nature. In: Simone Bateman et al. (Hrsg.): Inquiring into Animal Enhancement, Palgrave Pivot, London 2015, ISBN 978-1-137-54246-5, S. 13–33.
- Zur Ethik der methodischen Untersuchung von Tieren. In: Kristian Köchy, Matthias Wunsch, Martin Böhnert (Hrsg.): Philosophie der Tierforschung, Verlag Karl Alber, Baden-Baden 2017, ISBN 978-3-495-48742-6, S. 65–86.
- How Smart Grid Meets In Vitro Meat: on Visions as Socio-Epistemic Practices, mit Andreas Lösch. In: Nanoethics 11, S. 75–91 (2017). doi:10.1007/s11569-017-0282-9
- Contesting Animal Experiments through Ethics and Epistemology: In Defense of a Political Critique of Animal Experimentation. In: Kathrin Herrmann, Kimberley Jayne (Hrsg.): Animal Experimentation: Working Towards a Paradigm Change, Brill, Leiden 2019, ISBN 978-90-04-35618-4, S. 194–206.
- In-vitro-Fleisch: die normative Kraft einer Vision im Innovations- und Transformationsprozess, mit Inge Böhm und Silvia Woll. In: Michael Decker et al. (Hrsg.): „Grand Challenges“ meistern, Nomos, Baden-Baden 2018, ISBN 978-3-8487-4057-4, S. 183–194
  - In vitro Meat: The Normative Power of a Vision in the Innovation and Transformation Process, mit Inge Böhm und Silvia Woll. In: Lösch, A., Grunwald, A., Meister, M., Schulz-Schaeffer, I. (Hrsg.): Socio-Technical Futures Shaping the Present. Springer VS, Wiesbaden 2019, ISBN 978-3-658-27154-1, S. 211–229. doi:10.1007/978-3-658-27155-8_10